# Ozero Siverga
Ozero Siverga (kazakiska: Sīverga Köl) är en saltsjö i Kazakstan, på gränsen till Ryssland. Den ligger i den norra delen av landet, 500 km norr om huvudstaden Astana. Arean är 50 kvadratkilometer.